# ريو كاوامورا
ريو كاوامورا (باليابانية: 川村亮؛ بالكانا: かわむら りょう) هو فنان قتال مختلط ياباني، ولد في 29 يونيو 1981 في كاكاميغهارا في اليابان.

## وصلات خارجية
- ريو كاوامورا على موقع شيردوغ (الإنجليزية)
- ريو كاوامورا على موقع قاعدة بيانات المصارعة على الإنترنت (الإنجليزية)
- ريو كاوامورا على موقع IMDb (الإنجليزية)